# Kende Sándor
Kende Sándor (Budapest, 1918. május 27. – Budapest, 1992. november 16.) író, költő.

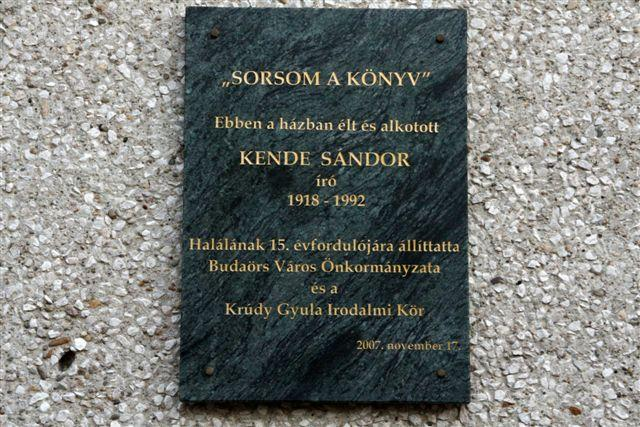

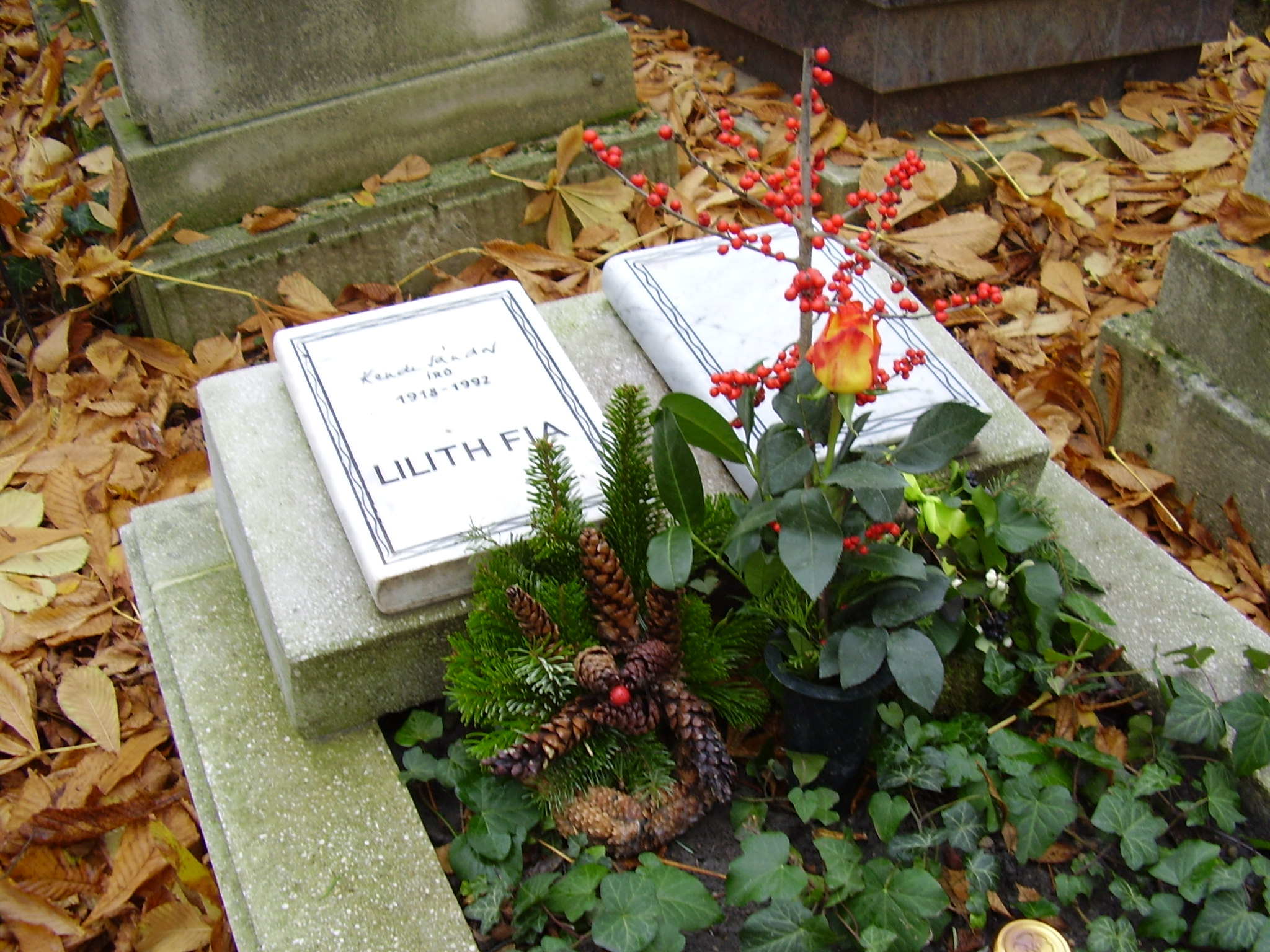

## Élete
1936-ban a Vas utcai Felsőkereskedelmi Iskolában tett érettségi vizsgát. Könyvkereskedő-segéd lett a híres Bokor és Vajna cégnél, gazdasági meggondolásból azonban angol női szabó szakmát szerzett. 1938 és 1940 között Párizsban női szabóként tartotta fent magát, miközben a Sorbonne-ra járt egyetemre. A háború miatt vissza kellett térnie Magyarországra. 1940 és 1944 között kisebb megszakításokkal katona volt. 1944 tavaszán Ukrajnában Kolomija városánál súlyosan megsebesült, az aknaszilánkokat nem lehetett eltávolítani koponyájából és gerince mellől. Lábadozó sebesültként nem ment tovább a hadikórházzal, az ostrom végéig katonaszökevényként bujkált Budapesten. 1945-ben a Halász Könyvkiadónál helyezkedett el, azután a Magyar Téka Irodalmi Könyvkiadó terjesztési osztályát vezette 1949-ig. Közben a Pázmány Péter Tudományegyetem esti tagozatára járt 1947-48-ban.
1949-ben került Pécsre. 1950-ben megbízták a pécsi könyvesboltok állami kezelésbe vételével, ezután Pécsett az Állami Könyvterjesztő Vállalat boltvezetője, majd területi irányítója volt, Baranya, Somogy és Tolna megyékben, 1955-ig. 1956-tól a pécsi Magyar Írók Könyvesboltjának vezetőjeként, 1966 és 1974 között a Művelt Nép Könyvterjesztő Vállalat területi instruktoraként dolgozott Dél-Dunántúlon és Szegeden. 1957-től a Pécsett megjelenő Jelenkor című irodalmi folyóirat alkotói körének tagja, novellái rendszeresen megjelennek a lapban. 1975-ben háborús sérüléseinek kiújulása miatt felfüggesztette munkaviszonyát, szabadfoglalkozású író lett. 1978-ban könyvterjesztői és irodalomszervezői tevékenységéért a Munka Érdemrend ezüst fokozata kitüntetésben részesült.
1980-ban visszaköltözött Budapestre, 1982-től haláláig Budaörsön élt. Az irodalmi közélet tevékeny résztvevője volt. 1982-től alkotótársaival megalapította a Krúdy Gyula Irodalmi Kört, rendszeresen publikált, a prózai rovat szerkesztője volt, 1989-ben megkapta a Krúdy Emlékérmet. 1987-től az Írók Szakszervezetének alapító, haláláig elnökségi tagja volt. 1990-től az Írók Alapítványa és a Széphalom Könyvműhely alapító tagjaként tevékenykedett, a Széphalom Könyvműhely is szerzői közt tartotta számon. Regényeit 1990-től a Pátria Kiadó gondozta. 1991-től haláláig írta a Budaörsi Napló szépirodalmi rovatát. 
Könyvei 1946-ig Sásdi Sándor Pál néven jelentek meg. Írói nevét Sásdi Sándor kérésére változtatta meg.

## Művei
- Ember nem hallotta (versek, 1940)
- Gyárban és őrhelyen (versek, Fehér Tibor Dezsővel közös kötetben, 1940)
- Három Lázár (regény, 1943)
- Egymásra ítélve (regény, 1946)
- Lilith fiai Régi könyvek(regény, 1948, második kiadás: 1987)
- Közel a mennybolt (regény, 1960)
- Testvérek (regény, 1962)
- Elárult élet (regény, 1965)
- Fekete vakáció (regény, 1968)
- Felmentő ítélet (regény, 1968)
- Szerelmetes barátaim (regény, 1970, második kiadás: 1989)
- A Szajna lánya (elbeszélések, karcolatok, 1972)
- Szerelmetes barátaim (színmű, 1973, bemutatta a Katona József Színház u.a. évben)
- Furcsa lány (regény, 1975)
- Szembenézni (regény, 1978)
- Lusta Emmi és az indián (ifjúsági regény, 1979, második kiadás: 1990)
- Mondani valamit (elbeszélések, 1979)
- Száguldó nyugtalanság (regény, 1980)
- Lusta Emmit tetten érik Moly.hu (ifjúsági regény, 1981, második kiadás: 1991)
- Lusta Emmi és a szerelem (ifjúsági regény, 1983, második kiadás: 1992)
- Fekete rapszódia / Anyám regénye (kisregények, elbeszélések, karcolatok, 1984)
- Hadova papa és a Mozdony Galeri (ifjúsági regény, 1986)
- Sorsom a könyv (önvallomás és emlékezés a könyvterjesztésről, 1986)
- Őszes Ádám lánya (kisregény, regény, elbeszélések 1989)
- Pistám szerelmei (regény, 1992)
- Ittfelejtett engem az Isten (regény, posztumusz, 1993)
- Szólni még egyszer  (prózai válogatás a szerző műveiből, posztumusz, 2007)